# Anna von Helmholtz
Pour les articles homonymes, voir Helmholtz.

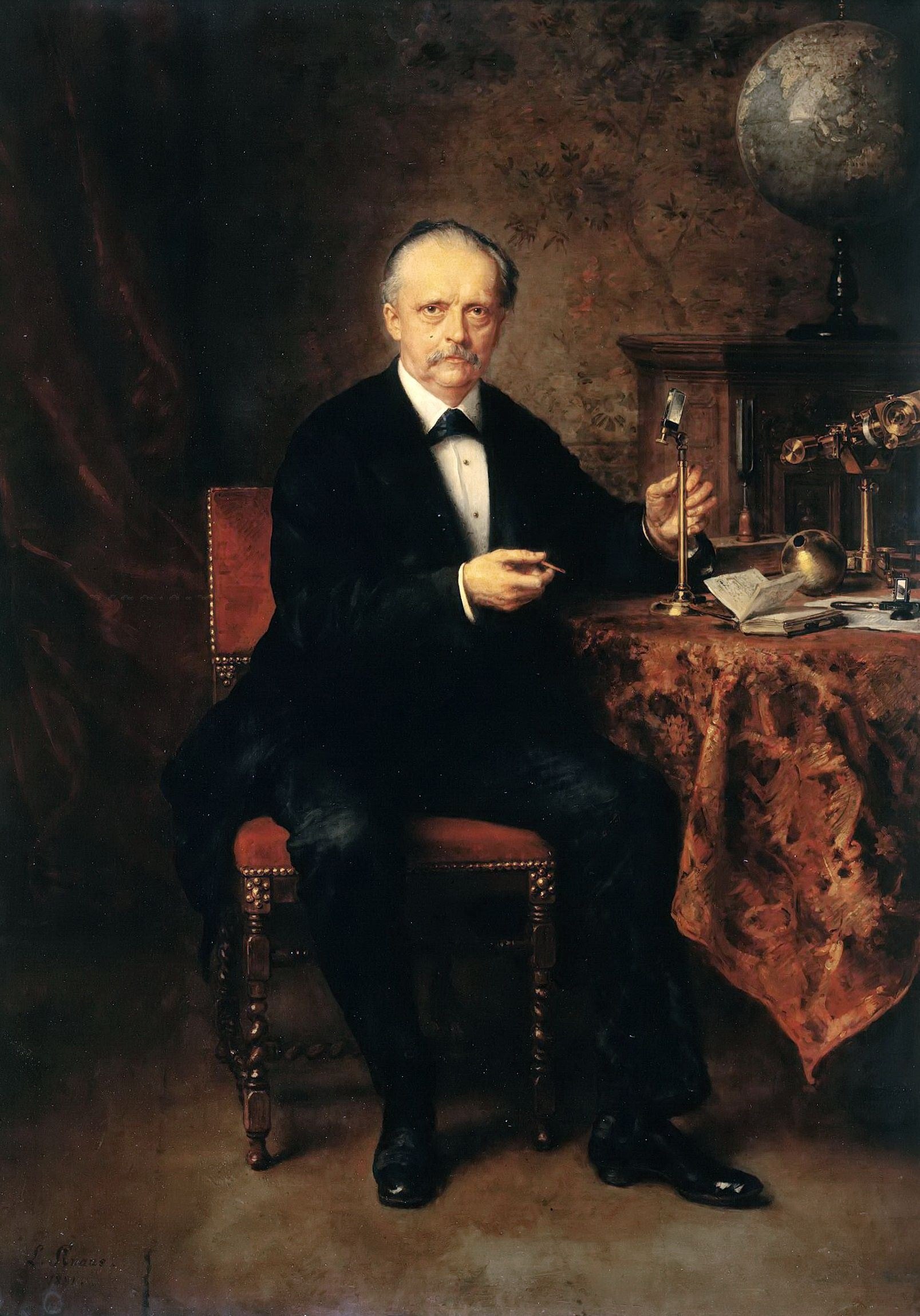
Portrait de Hermann von Helmholtz par Ludwig Knaus.

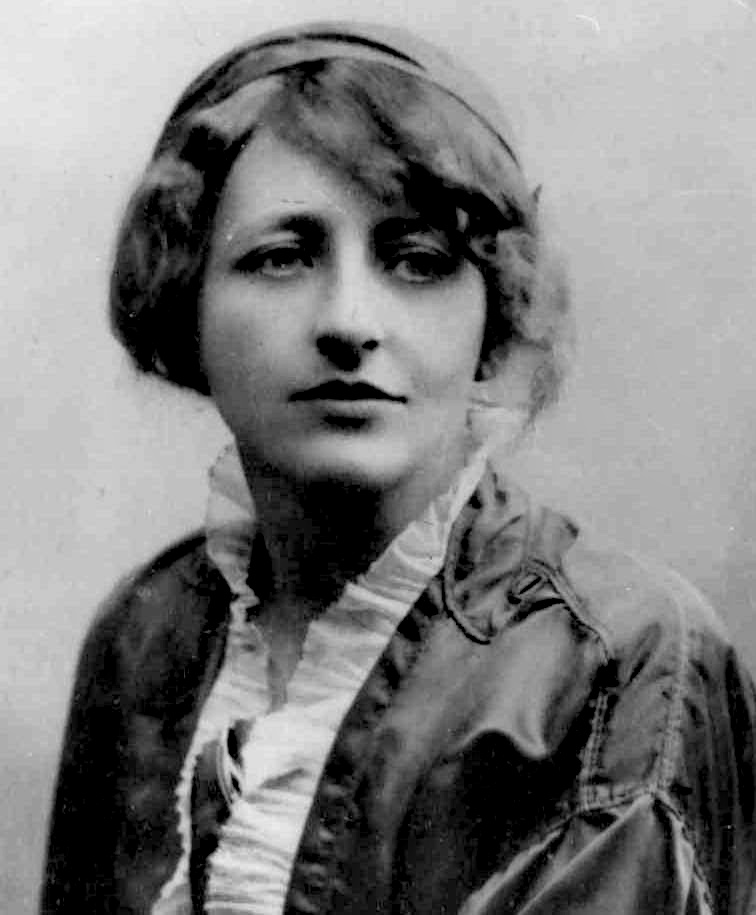
Fanny zu Reventlow

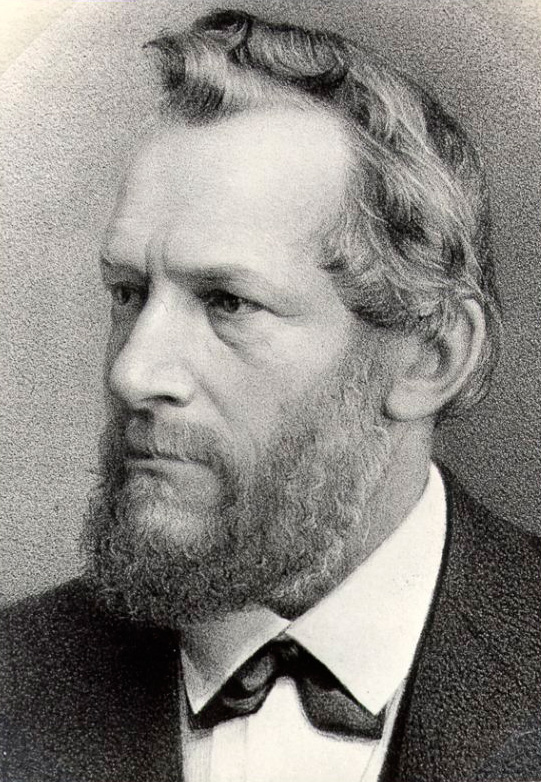
Emil du Bois-Reymond

Anna von Helmholtz (née Anna von Mohl le 19 septembre 1834 à Tübingen, morte le 1er décembre 1899 à Opatija, Istrie) est une salonnière à Berlin du temps de l'Empire et épouse du physicien Hermann von Helmholtz.

## Biographie
Elle est la fille du juriste Robert von Mohl et de son épouse Pauline Becher. En 1852, elle vient vivre à Paris auprès de sa tante, Mary Elizabeth Mohl (en), qui tient un salon. Après son mariage en 1861, elle vit avec son mari à Heidelberg puis en 1871 à Berlin. En 1899, elle meurt en vacances en Istrie. Sa tombe se trouve au cimetière de Wannsee.
Elle laisse une longue correspondance avec Estelle du Bois-Reymond, la fille du physiologiste Emil du Bois-Reymond. Elle participe à la publication en Allemagne des travaux de John Tyndall et d'Oliver Lodge.

## Famille
Les oncles d'Anna von Mohl sont Julius, Moritz et Hugo von Mohl.
Son frère est le diplomate Ottmar von Mohl.
Anna von Mohl épouse le 16 mai 1861 le physicien Hermann Helmholtz, anobli en 1883. Pour Helmholtz, c'est son second mariage.
Le couple a trois enfants : Robert, Friedrich, Ellen (qui épousera Arnold von Siemens (de)).

## Le salon
En 1872, juste avant que son mari rentre à l'université Humboldt de Berlin, elle ouvre un salon qui reçoit la société intellectuelle de la capitale. S'y rencontrent les hommes politiques et les artistes. Le mardi, c'est la réunion des chercheurs scientifiques. Il devient le salon le plus important de l'Empire et elle incarne l'idéal de la femme bourgeoise.
Elle entretient des amitiés avec la princesse Victoria puis, après son mariage avec Frédéric III d'Allemagne, s'occupera de leurs filles. Elle est aussi amie avec l'autre salonnière de grande importance à Berlin, Marie von Schleinitz qui reçoit surtout des gens de lettres.
Durant son mariage avec le physicien Hermann von Helmholtz puis après son décès, elle expose ses travaux à la communauté scientifique.

### Habitués du salon
Liste des habitués du salon :
| - Lord Acton - Franz von Arenberg - Ludwig Bamberger - George Bancroft - Reinhold Begas - Ernst von Bergmann - Arnold Böcklin - Karl Wilhelm Borchardt - Marianne Brandt - Bernhard von Bülow - Daniela von Bülow - Marie von Bunsen (de) - Artur Bylandt-Rheidt (de) - Ernst Curtius - Rudolph von Delbrück - Wilhelm Dilthey - Emil du Bois-Reymond - Karl Anton Eckert (de) - Siegmund Exner - Carl Jakob Adolf Christian Gerhardt - Herman Grimm - Rudolf von Gneist - Adolph von Hansemann - Adolf von Harnack - Ferdinand von Harrach - Friedrich von Hefner-Alteneck (de) - Albert Hertel (de) - Heinrich Hertz - Hedwig Heyl (de) - Adolf von Hildebrand - August Wilhelm von Hofmann | - Hans von Hopfen (de) - Botho von Hülsen - Bogdan von Hutten-Czapski - Joseph Joachim - Charles-Théodore en Bavière - Robert von Keudell - Gustav Robert Kirchhoff - Botho von dem Knesebeck (de) - Leo Königsberger - Leopold Kronecker - August Kundt - Franz von Lenbach - Karl Richard Lepsius - Sabine Lepsius - Otto Lessing - Fanny Lewald - Ernst von Leyden - Richard Liebreich (de) - Walter von Loë - Louise de Bade (1811–1854) - Morell Mackenzie - Heinrich Gustav Magnus - Marie-Josèphe de Portugal - Prince Max von Baden - Robert von Mendelssohn (de) - Ernst von Mendelssohn-Bartholdy - Adolph von Menzel - Paul Friedrich Meyerheim - Laura Minghetti (it) - Johannes von Miquel - Mary Elizabeth Mohl (en) | - Moritz Mohl - Robert von Mohl - Theodor Mommsen - Friedrich Max Müller - Albert Niemann - Hedwig von Olfers - Marie von Olfers (de) - Luise von Oriola - Maximiliane von Oriola - Ludwig Passini - Georg Heinrich Pertz - Maximilian von Philipsborn (de) - Raoul Pictet - Karl von Piloty - Max Planck - Nathanael Pringsheim - Joseph Maria von Radowitz - Leopold von Ranke - Adolph vom Rath (de) - Anna vom Rath (de) - Wilhelm Reiß (de) - Franz Reuleaux - Henri VII Reuss de Köstritz - Fanny zu Reventlow - Gustav Richter - Raoul Richter (de) - Ferdinand von Richthofen - Julius Rodenberg - Franz von Roggenbach - Anton Rubinstein - Odo Russell | - Hermann von Schelling - Wilhelm Scherer - Alexander Graf von Schleinitz - Marie Gräfin von Schleinitz - Erich Schmidt - Gustav von Schmoller - Arnold von Siemens (de) - Werner von Siemens - Carl von Spitzemberg (de) - Hildegard von Spitzemberg - Hermann Sudermann - Heinrich von Sybel - Imre Széchényi (de) - Hermann von Thile - Heinrich von Treitschke - Hugo von Tschudi - Guido von Usedom (de) - Victoria de Prusse - Rudolf Virchow - Richard Wachsmuth (de) - Cosima Wagner - Richard Wagner - Max Maria von Weber (de) - Anton von Werner - Mathilde Wesendonck - Andrew Dickson White - Ernst von Wildenbruch - Anton von Wolkenstein-Trostburg - Nina Yorck von Wartenburg - Eduard Zeller - Raimund von Zur Mühlen |

## Source, notes et références
1. ↑  Petra Wilhelmy: Der Berliner Salon im 19. Jahrhundert. Walter de Gruyter, Berlin u. a. 1989, p. 283–290, 659–669.

- (de) Cet article est partiellement ou en totalité issu de l’article de Wikipédia en allemand intitulé « Anna von Helmholtz » (voir la liste des auteurs).
- (de) « Publications de et sur Anna von Helmholtz », dans le catalogue en ligne de la Bibliothèque nationale allemande (DNB).